# Louis Marie de Lescure
Louis Marie de Lescure (francès: Louis de Salgues de Lescure)  (Versalles, 13 d'octubre de 1766 - La Pellerine, 4 de novembre de 1793) va ser un general de l'Exèrcit Catòlic i Real de la Vendée. Era conegut com Le saint du Poitou, «el sant de Poitú».

## Orígens
Fill de Louis-Marie-Joseph de Salgues (1746-1784), marquès de Lescure i senyor de Clisson, i Jeanne de Durfort de Civrac (1748-1766). La seva mare va morir tretze dies després del seu naixement. El seu avi matern era el duc Aimeric Joseph de Durfort-Civrac (1716-1787). La terra natal de la seva família era Albi, però, durant la segona meitat de segle xviii es van traslladar a la Vendée. Com la seva família s'havia quedat sense diners, va haver de casar-se amb la seva cosina Victoire de Donnissan (1772-1857) en 1791. Un altre dels seus cosins va ser Henri de La Rochejaquelein (1772-1794).
Als setze anys va entrar a l'escola militar. Maldestre, tímid, taciturn, piadós i auster, tendia tendències a una solitud frívola, alegre i ostentosa en la qual estava immersa. Poc abans de començar la Revolució francesa estava allistat en una companyia de cavalleria del regiment reial de Piemont.
Sent un home culte, inicialment Lescure no va veure amb mals ulls el procés revolucionari, tot i contemplar com apareixien els primers emigrants. No obstant això, el marquès, com molts altres nobles del Baix-Poitú, es van negar a anar-se'n. Després de la fracassada fugida de Varennes, Lescure, com a seguidor de monarca, va haver d'exiliar breument al juny de 1791. Al seu retorn va ser un dels defensors de rei en l'assalt de les Tulleries. Després d'això, es va retirar al seu castell de Clisson, en Boismé. Allí rep a molts parents i amics que fugen del Terror que s'ha instaurat a París.
Al poc temps, els pagesos de la zona, ja ferits en el respecte a la seva fe religiosa, es neguen a obeir el nou govern revolucionari de la Primera República Francesa, que ha decretat una lleva massiva. Els revoltats van acabar per buscar el lideratge dels nobles de la zona, entre els quals hi havia Lescure i el seu cosí La Rochejaquelein.

## Revolta de La Vendée

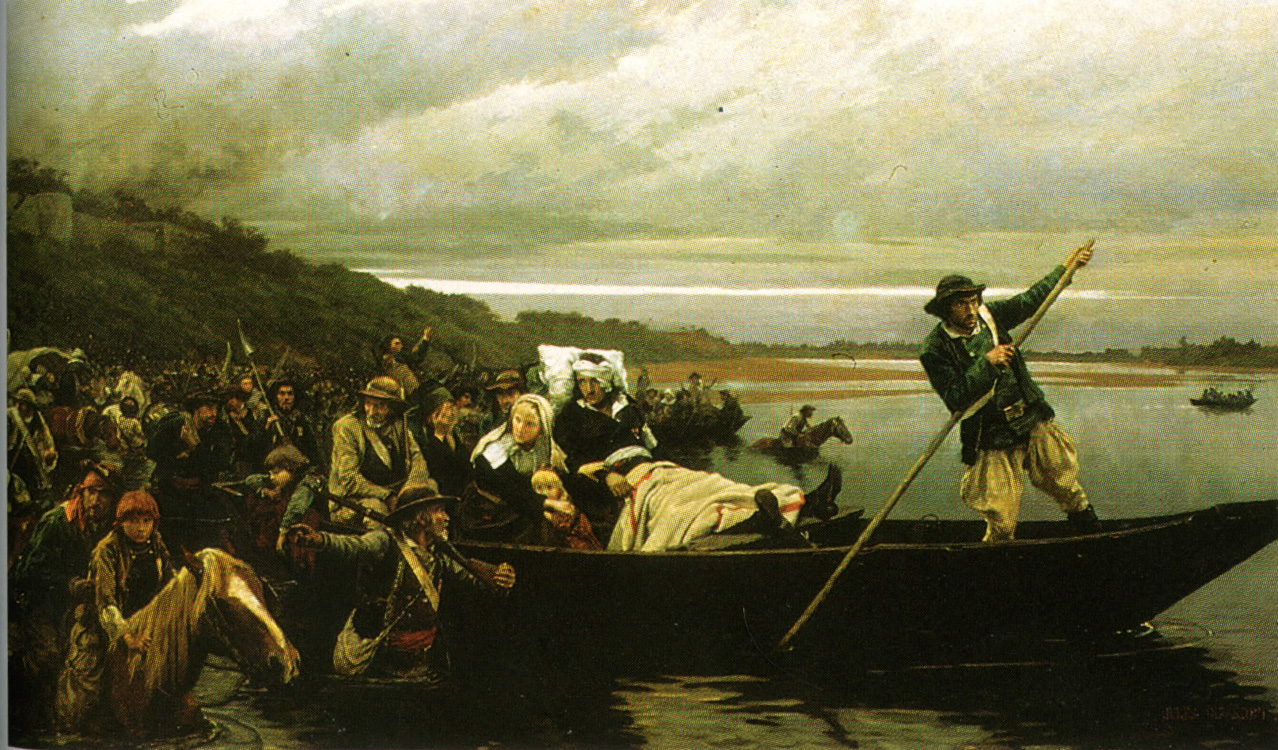
Travessia de la Loire per la Vendée

Tots dos nobles havien pensat a anar-se'n a Châtillon-sur-Seine, però van ser arrestats pels republicans i portats a Bressuire. Aquí serien alliberat pels rebels quan el poble caigué a les seves mans. Unint-se a les files dels camperols, aviat es va convertir en un dels seus dirigents a petició dels seus propis seguidors. Com a comandant es mostraria misericordiós, i va salvar la vida de nombrosos presoners.
Demostrant gran valor, va aconseguir prendre Fontenay-le-Comte (16 de maig de 1793) i Thouars (25 de maig), alliberant els presos. A Saumur, 9 de juny, va ser ferit i després de la decisiva derrota rebel a Nantes (29 de juny), intentà reunir els dispersos a Bussières. La seva arribada, exemple personal i crida al valor a Tiffauges (19 de setembre) va permetre de sostenir les línies defensives abans dels atacs del general republicà Kléber (1753-1800).
Poc després, el 15 d'octubre, el general republicà Westermann (1751-1794) va expulsar els rebels de les seves posicions defensives. Durant el combat, Lescure va ser ferit d'un tret al cap. Als dos dies, a la Cholet els camperols rebels van patir una derrota decisiva. El marquès acompanyava els ferits i civils en la retirada.
Començava el Gir de la Galerna, campanya en la qual va contribuir aconsellant els altres líders rebels. Va ser clau en el nomenament del seu cosí La Rochejaquelein com generalíssim. Lescure, en canvi, va quedar a Laval a càrrec del cirurgià Baguenier Desormeaux, davant qui va fer una reverència malgrat les seves ferides. L'exèrcit insurrecte marxaria davant de la seva finestra per quatre hores a l'anar-se'n d'aquí.

## Mort
Segons les Memòries de la seva vídua, el marquès va morir el 4 de novembre i va ser enterrat secretament pel seu sogre, el marquès de Citran, Guy Joseph de Donnissan (1737-1794), en un lloc anomenat Els Besnardières, prop de La Pellerine, la ubicació exacta es desconeix. Probablement per impedir que el seu cos patís el mateix ultratge que el cadàver de Charles de Bonchamps (1760-1793). La seva vídua seguiria a l'exèrcit rebel en la seva campanya, marxant a l'exili fins a la seva tornada a 1816.
Va tenir dues filles bessones pòstumes amb la seva dona durant la guerra, nascudes el 20 d'abril de 1794 i que van morir aviat. Es deien Joséphine Anne Marie Perrine Julienne, morta el 2 de maig d'aquest mateix any, i Louise, morta l'11 d'agost de 1795.